# Каптари, Думитру
Думитру Каптари (род. 12 июля 1989, Кишинёв) — румынский тяжелоатлет, чемпион (2017) и бронзовый призёр (2016) чемпионатов Европы, участник летних Олимпийских игр 2016 года в Рио-де-Жанейро. Выступал в весовой категории до 77 кг. На Олимпиаде показал в рывке в первом подходе 145 кг. Сделал две неудачные попытки взять 150 кг, после чего завершил выступление на соревнованиях.

## Дисквалификация
По сообщению Международной федерации тяжёлой атлетики образцы 4 из 315 спортсменов, участвовавших в чемпионате мира 2017 года в Анахайме (США), дали положительный результат на наличие запрещённых препаратов. Среди них оказался и Димитру Каптари, которого дисквалифицировали на два года.